# Davide Formolo
Davide Formolo (Negrar, 25 de octubre de 1992) es un ciclista italiano, miembro del equipo español Movistar Team.

## Biografía
Nacido el 25 de octubre de 1992 en Negrar, Veneto, Formolo reside en Marano di Valpolicella, Veneto, Italia.
Firmó con Cannondale, de categoría UCI ProTeam, para la temporada de 2014.
El 12 de mayo de 2015, en el Giro de Italia, Formolo escapó junto con veinte ciclistas más, y tras un ataque en solitario a 14 km de la meta, consiguió la victoria en la línea de meta en La Spezia. Él terminó con veintidós segundos de ventaja sobre el pelotón. 
Fue nombrado jefe de filas para la Vuelta a España 2016 junto con Andrew Talansky, quedando 5.º el americano en la general final y él noveno.

## Palmarés
2014
- 2.º en el Campeonato de Italia en Ruta

2015
- 1 etapa del Giro de Italia

2019
- 1 etapa de la Volta a Cataluña[1]
- Campeonato de Italia en Ruta

2020
- 1 etapa del Critérium del Dauphiné[2]

2023
- Coppa Agostoni
- Clásica del Véneto

## Resultados

### Grandes Vueltas
| Carrera | Carrera         | 2014 | 2015 | 2016 | 2017 | 2018 | 2019 | 2020 | 2021 | 2022 | 2023 | 2024 | 2025 |
| ------- | --------------- | ---- | ---- | ---- | ---- | ---- | ---- | ---- | ---- | ---- | ---- | ---- | ---- |
|         | Giro de Italia  | —    | 31.º | 31.º | 10.º | 10.º | 15.º | —    | 15.º | 36.º | 30.º | —    | 45.º |
|         | Tour de Francia | —    | —    | —    | —    | —    | —    | Ab.  | 44.º | —    | —    | 72.º | —    |
|         | Vuelta a España | —    | —    | 9.º  | —    | 22.º | Ab.  | Ab.  | —    | —    | —    | —    | —    |

—: no participa

Ab.: abandono

### Clásicas y Campeonatos
| Carrera                 | Carrera                 | 2014 | 2015 | 2016 | 2017 | 2018 | 2019 | 2020 | 2021 | 2022 | 2023 | 2024 | 2025 |
| ----------------------- | ----------------------- | ---- | ---- | ---- | ---- | ---- | ---- | ---- | ---- | ---- | ---- | ---- | ---- |
| Strade Bianche          | Strade Bianche          | —    | —    | —    | —    | —    | —    | 2.º  | 24.º | —    | 9.º  | 7.º  | 14.º |
|                         | Milán-San Remo          | —    | —    | —    | —    | —    | —    | 16.º | 34.º | Ab.  | —    | —    | —    |
| Amstel Gold Race        | Amstel Gold Race        | —    | —    | —    | —    | —    | —    | X    | —    | —    | —    | 46.º | 27.º |
| Flecha Valona           | Flecha Valona           | —    | 35.º | —    | —    | —    | 27.º | —    | —    | —    | —    | 24.º | 16.º |
|                         | Lieja-Bastoña-Lieja     | —    | 32.º | 23.º | —    | 7.º  | 2.º  | —    | 16.º | —    | —    | 42.º | 79.º |
| Clásica San Sebastián   | Clásica San Sebastián   | —    | —    | 57.º | —    | —    | —    | X    | —    | —    | —    | —    |      |
| Cyclassics Hamburg      | Cyclassics Hamburg      | —    | —    | —    | —    | —    | —    | X    | X    | 79.º | —    | —    |      |
| Gran Premio de Quebec   | Gran Premio de Quebec   | 14.º | 31.º | —    | —    | —    | —    | X    | X    | 82.º | —    | —    |      |
| Gran Premio de Montreal | Gran Premio de Montreal | 20.º | Ab.  | —    | —    | —    | —    | X    | X    | Ab.  | —    | —    |      |
|                         | Giro de Lombardía       | 79.º | —    | Ab.  | Ab.  | 23.º | 23.º | —    | 69.º | 28.º | Ab.  | 64.º |      |
| Italia en Ruta          | Italia en Ruta          | 2.º  | Ab.  | 9.º  | —    | 74.º | 1.º  | 10.º | 12.º | 29.º | 6.º  | 5.º  |      |

—: no participa

Ab.: abandono

## Equipos
- Cannondale (2014)
- Cannondale (2015-2017)
  - Team Cannondale-Garmin (2015)
  - Cannondale Pro Cycling Team (2016)
  - Cannondale-Drapac Pro Cycling Team (2017)
- Bora-Hansgrohe (2018-2019)
- UAE Team Emirates[3] (2020-2023)
- Movistar Team (2024-)